# Musique équatorienne

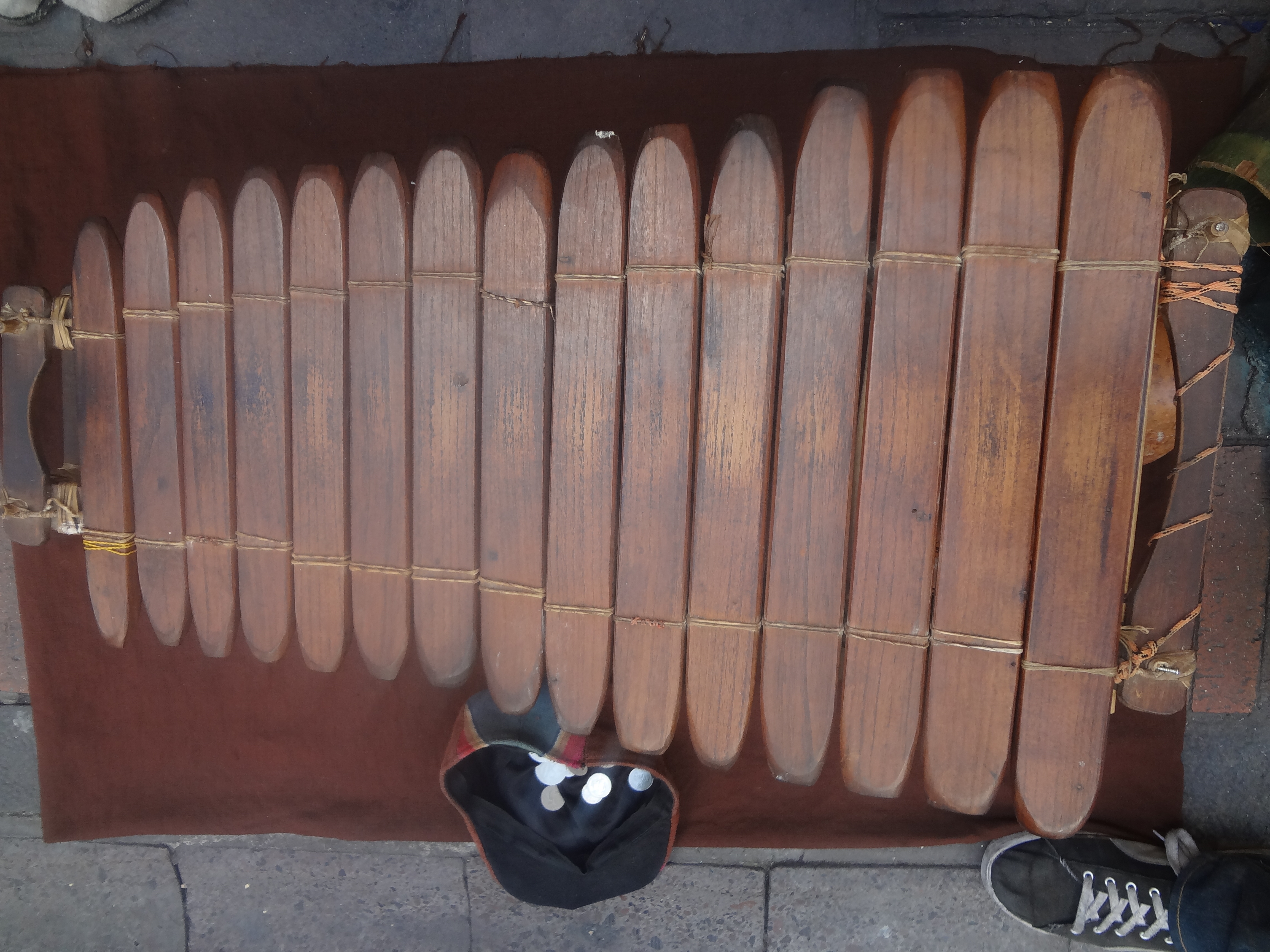
Un xylophone à Quito

La musique équatorienne est un aspect diversifié de la culture de l'Équateur. La musique équatorienne va des styles indigènes comme le pasillo aux styles afro-équatoriens comme la bomba, en passant par le rock indépendant moderne comme Cambio de tonalidad de Da Pawn. Les montagnes des Andes abritent plusieurs styles de musique indigène, comme celui de l'Otavalo. La musique afro-équatorienne occupe également une place importante sur la scène nationale, avec des styles tels que la marimba et la bomba qui remontent à l'époque de l'esclavage.
Le pasillo, la passacaille et le yarabi sont des styles populaires de chansons folkloriques, le premier étant similaire à une flûte et généralement downtempo car il est issu de la valse. Le pasacalle est une forme de musique de danse, tandis que le yarabi sentimental est probablement la forme la plus populaire en Équateur. Dans les années 2010, des villes comme Guayaquil et Quito développent une scène rock indépendante qui permet à des groupes comme Da Pawn et La Máquina camaleön d'acquérir une popularité internationale.

## Genres notables

### Musique andine
La Sierra, région montagneuse et andine de l'Équateur, est le berceau d'un genre musical appelé sanjuanito. La musique du peuple Otavalo est connue dans le monde entier. Une petite flûte de Pan appelée rondador est l'instrument le plus caractéristique, mais les ensembles sont généralement des groupes d'instruments à vent, des trios de guitares (comprenant souvent un bandolin) ou des fanfares. Les rythmes folkloriques comprennent le cachullapi, le yumbo et le danzante. Des musiciens comme Huayanay ont contribué à populariser la musique andine-équatorienne. Les traditions musicales ont été d'une importance vitale pour les Équatoriens, en particulier pour les peuples andins et indigènes. Cela remonte à bien avant que les Espagnols ne viennent conquérir le pays. En partant à la recherche d'artefacts, les archéologues sont tombés sur d'anciens instruments qui constituaient un élément clé de l'aspect musical. Ces instruments allaient des instruments à vent, comme les flûtes de Pan, aux tambours et aux guitares.

### Musique afro-équatorienne
La musique afro-équatorienne est principalement composée de deux types de musique. La musique marimba vient d'Esmeraldas et tire son nom de l'utilisation prédominante des marimbas, ainsi que des tambours et d'autres instruments spécifiques à cette région, tels que le bombo, le cununo et le wasa. Petita Palma est considérée comme un trésor national pour sa musique. Elle perpétue la tradition avec son groupe Grupo Folclórico « Tierra Caliente » de Petita Palma, qui reçoit le prix Premio Eugenio Espejo en 2007. La musique marimba joue également un rôle dans le culte catholique romain à Esmeraldas et dans les environs, ainsi que dans les célébrations et les fêtes. Elle se caractérise par des chants d'appel et de réponse qui accompagnent la musique. Les rythmes associés à la marimba sont le currulao, le bambuco et l'andarele.
Dans la vallée de Chota, la bomba est le style prédominant. Le style bomba tire son origine de l'instrument qui porte son nom, le tambour bomba. Le tambour est joué à la fois en mesure simple et en mesure double composée et est généralement accompagné d'un ensemble composé de trois guitares, d'un shaker et de voix. Les origines de la bomba sont contestées en raison du manque de documentation écrite, mais on sait qu'elle a été créée principalement par des esclaves afro-équatoriens. À l'origine, la bomba était un style utilisé uniquement lors des célébrations et des fêtes, mais depuis qu'elle est devenue populaire et commercialisée, on la retrouve également dans d'autres contextes.
La pratique religieuse des afro-équatoriens est généralement catholique. Il n'y a pas de religion africaine significative, bien que le culte catholique soit caractéristique d'Esmeraldas et se fasse parfois au son de la marimba.

### Pasillo
Le pasillo est très populaire en Équateur. Originaire de la côte, il devient le « genre musical national ». Contrairement à d'autres styles de pasillo, le pasillo équatorien est lent et mélancolique, et repose souvent sur les thèmes du chagrin d'amour et du regret. Le pasillo est nommé « style national de l'Équateur » et est le style de nombreux hymnes de ville, comme celui de Guayaquil. Désormais, il a intégré des caractéristiques plus européennes de la danse classique, comme la valse. En se répandant pendant la période du Gran Chaco, le pasillo a également absorbé les caractéristiques individuelles des villages isolés, ce qui lui confère un caractère éclectique. Cela lui confère un caractère éclectique ; cependant, le style, le ton et le tempo de la musique diffèrent d'un village à l'autre.
Dans sa valse, le pasillo modifie la forme de danse classique européenne pour accompagner la guitare, la mandoline et d'autres instruments à cordes. 